# 碟腺棋子豆
碟腺棋子豆（学名：Cylindrokelupha kerrii）为豆科棋子豆属下的一个种。

## 扩展阅读
- 維基物種上的相關：碟腺棋子豆